# Battenfelder Driescher
Battenfelder Driescher este o arie protejată (arie specială de conservare — SAC, sit de importanță comunitară — SCI) din Germania întinsă pe o suprafață de 31,53 ha, integral pe uscat.

## Localizare
Centrul sitului Battenfelder Driescher este situat la coordonatele 51°02′08″N 8°38′17″E / 51.0356°N 8.6381°E.

## Înființare
Situl Battenfelder Driescher a fost declarat sit de importanță comunitară în aprilie 1999 pentru a proteja 5 specii de animale. Situl a fost protejat și ca arie specială de conservare în martie 2008.

## Biodiversitate
Situată în ecoregiunea continentală, aria protejată conține 4 habitate naturale: Pajiști uscate europene, Formațiuni de Juniperus communis pe lande sau pajiști calcaroase, Formațiuni ierboase bogate în specii de Nardus, dezvoltate pe substraturi silicioase în zone montane (și în zone submontane, în Europa continentală), Păduri de fag Luzulo-Fagetum.
La baza desemnării sitului se află mai multe specii protejate de  păsări (5): fâsă de pădure (Anthus trivialis), ciocănitoare neagră (Dryocopus martius), sfrâncioc mare (Lanius excubitor excubitor), ciocârlie de pădure (Lullula arborea), ciocănitoare verzuie (Picus canus).
Pe lângă speciile protejate, pe teritoriul sitului au mai fost identificate 5 specii de plante, 1 specie de păsări, 11 specii de nevertebrate.